# Kapingen op Dawson's Field op 6 september 1970
Bij de kapingen op Dawson's Field op 6 september 1970 in Jordanië werden vier passagiersvliegtuigen op weg naar New York en één op weg naar Londen gekaapt door leden van het Volksfront voor de Bevrijding van Palestina (PFLP). Eén kaper werd gedood en één persoon raakte gewond op El Al-vlucht 219.
- TWA-vlucht 741 van Frankfurt am Main (een Boeing 707) en Swissair-vlucht 100 van Luchthaven Zürich (een Douglas DC-8) landden op Dawson's Field, een vliegveld in een woestijngebied nabij de Jordaanse plaats Zarka, dat voorheen tot de Britse Royal Air Force behoorde.
- De kaping  van El Al-vlucht 219 van Amsterdam (ook een Boeing 707) was verijdeld. Kaper Patrick Argüello werd doodgeschoten en zijn partner Leila Khaled werd overgedragen aan de Britse autoriteiten in Londen. Twee PFLP-kapers die niet werden toegelaten op de El Al-vlucht kaapten Pan Am-vlucht 93 (een Boeing 747). Ze vlogen ermee naar Beiroet en vervolgens naar Caïro, in plaats van het kleine vliegveld in Jordanië.
- Het vijfde vliegtuig, BOAC-vlucht 775, (een Vickers VC-10), vertrokken van Bahrein, werd op 9 september gekaapt door een PFLP-sympathisant en naar Dawson's Field gevlogen om druk uit te oefenen op de Britten om Khaled vrij te laten.

Terwijl het merendeel van de 310 gijzelaars naar Amman werd gebracht en werd vrijgelaten op 11 september, scheidde de PFLP de bemanning en alle 56 (veronderstelde) Joodse passagiers van hen af en hield deze in gijzeling. Op 12 september, voor hun aangekondigde deadline, bracht de PFLP de lege vliegtuigen met explosieven tot ontploffing, omdat ze een tegenaanval verwachtten. De meeste aanwezige media misten de vernietiging, maar de explosies waren opgenomen door een Britse televisieploeg. De ploeg was ingelicht door de lokale bevolking, die op haar beurt weer was ingelicht door de PFLP.
Op 30 september sloten de Jordanezen een deal waarbij de overgebleven gijzelaars werden vrijgelaten in ruil voor Khaled en drie andere PFLP-leden in een Zwitserse gevangenis.

## Overzicht
| Vliegtuig type     | Vliegtuignummer | Maatschappij               | Vliegtuignaam   | Vluchtnummer    | Vertrokken                       | Bestemming                            | Tussenlanding                                                   | Passagiers | Bemanning | Overlevenden |
| ------------------ | --------------- | -------------------------- | --------------- | --------------- | -------------------------------- | ------------------------------------- | --------------------------------------------------------------- | ---------- | --------- | ------------ |
| Boeing 707–458     | 4X-ATB          | El Al Israel Airlines      |                 | El Al 219       | Ben Gurion International Airport | John F. Kennedy International Airport | Luchthaven Schiphol                                             | 138        | 10        | 148          |
| Boeing 707–331B    | N8715T          | Trans World Airlines       |                 | TWA 741         | Ben Gurion International Airport | John F. Kennedy International Airport | Ellinikon International Airport Frankfurt International Airport | 144        | 11        | 155          |
| Douglas DC-8-53    | HB-IDD          | Swissair                   | Nidwalden       | Swissair 100    | Luchthaven Zürich                | John F. Kennedy International Airport |                                                                 | 145        | 8         | 153          |
| Boeing 747–121     | N752PA          | Pan American World Airways | Clipper Fortune | Pan Am 93       | Luchthaven Brussel               | John F. Kennedy International Airport | Luchthaven Schiphol                                             | 136        | 17        | 153          |
| Vickers VC-10-1151 | G-ASGN          | BOAC                       |                 | BOAC vlucht 775 | Sahar International Airport      | London Heathrow Airport               | Bahrain International Airport                                   | 105        | 9         | 114          |